# HD 26553
HD 26553，又名BD+57 785，SAO 24495、HR 1296，是一颗恒星，视星等为6.08，位于銀經147.69，銀緯4.73，其B1900.0坐标为赤經4h 6m 49.2s，赤緯+57° 4.73′ 19″。